# カイタグ人
カイタグ人（カイタグじん、ロシア語: Кайта́гцы (хайдакцы)カイタグ語: хайдакьан）とは、ロシア連邦のダゲスタン共和国に居住する少数民族ダルギン人の一派である。

## 概要
ダゲスタンのカイタグスキー地区に居住する民族。
ルーツは5世紀に存在したカイタグ・ウツミ公国と言われている。北東コーカサス語族のダルギン諸語南ダルギン諸語に属するカイタグ語を話す。民芸品として伝統的なカイタグ織物で知られている。
人口統計ではクバチ人と同様にダルギン人に含まれる。